# Liste der Landherren von Bergedorf

Hamburger Landgebiet nach 1830:
Vorstädte St. Pauli und St. Georg
Landherrenschaft der Geestlande
Landherrenschaft der Marschlande
Amt Bergedorf (bis 1867 gemeinsam mit Lübeck)
nicht im Bild: Amt Ritzebüttel (hamburgische Exklave an der Elbmündung)

Die Liste der Landherren von Bergedorf enthält die Hamburger Landherren. Sie waren Nachfolger der Amtmänner, die vom Schloss Bergedorf aus regierten. Im Gegensatz zu diesen residierten die Landherren im Hamburger Stadtzentrum. Ab 1886 waren sie identisch mit den Landherren von Ritzebüttel. Ab 1922 gab es nur noch einen Landherren (sowie seinen Stellvertreter) für alle vier Landherrenschaften.

## Liste der Landherren von 1868 bis 1938
| Jahr(e)   | Erster Landherr                                         | Zweiter Landherr                                        |
| --------- | ------------------------------------------------------- | ------------------------------------------------------- |
| 1868–1873 | Theodor Daniel Kauffmann (als Amtsverwalter bezeichnet) | Theodor Daniel Kauffmann (als Amtsverwalter bezeichnet) |
| 1874      | Hermann Anthony Cornelius Weber                         | Charles Ami de Chapeaurouge                             |
| 1875–1877 | Hermann Anthony Cornelius Weber                         | Peter Heinrich Wilhelm Groſsmann a                      |
| 1878      | Charles Ami de Chapeaurouge                             | Peter Heinrich Wilhelm Groſsmann                        |
| 1879–1885 | Peter Heinrich Wilhelm Groſsmann                        | Charles Ami de Chapeaurouge                             |
| 1886      | Charles Ami de Chapeaurouge                             | Johann Heinrich Burchard                                |
| 1887–1892 | Charles Ami de Chapeaurouge                             | Conrad Hermann Schemmann                                |
| 1893      | Otto Wilhelm Mönckeberg                                 | Conrad Hermann Schemmann                                |
| 1894–1900 | Max Predöhl                                             | Conrad Hermann Schemmann                                |
| 1901–1903 | Werner von Melle                                        | Conrad Hermann Schemmann                                |
| 1904–1908 | Werner von Melle                                        | Gottfried Friedrich Heinrich August Holthusen           |
| 1909–1910 | Werner von Melle                                        | Gustav Friedrich Carl Johann Sthamer                    |
| 1911–1912 | Emil Max Gotthold Augustus Mumsſen b                    | Gustav Friedrich Carl Johann Sthamer                    |
| 1913–1918 | Emil Max Gotthold Augustus Mumsſen                      | Justus Hermann Ludwig Matthias Strandes                 |
| 1919–1920 | Carl Wilhelm Petersen                                   | Justus Hermann Ludwig Matthias Strandes                 |
| 1921      | Carl Wilhelm Petersen                                   | Heinrich Wilhelm Johannes Stubbe                        |
| 1922–1924 | Heinrich Wilhelm Johannes Stubbe                        | Walter August Matthaei                                  |
| 1925      | Heinrich Wilhelm Johannes Stubbe                        | Staatsrat J. Daniel Krönig                              |
| 1926–1928 | Heinrich Wilhelm Johannes Stubbe                        | Hermann Carl Felix Vering                               |
| 1929–1931 | Heinrich Wilhelm Johannes Stubbe                        | Franz Heinrich Witthoefft                               |
| 1932–1933 | Rudolf Adolf Wilhelm Ross                               | Paul Henri Adolph Wilhelm Franz de Chapeaurouge         |
| 1933–1938 | Senator a. D. Philipp Klepp                             | Senator a. D. Philipp Klepp                             |